# Анцелович (село)
Анцелович — село в Россошанском районе Воронежской области.
Входит в состав Морозовского сельского поселения.

## География
В селе имеются три улицы — Кутузова, Луговая и Садовая.

## История
В 1999 году посёлок Анцелович преобразован в село.

## Население
| 2010 |
| ---- |
| 462  |

## Инфраструктура
- Сельский МФЦ на улице Кутузова, 13.
- Отделение почтово связи на улице Кутузова, 38.